# Karabélyosok hadteste

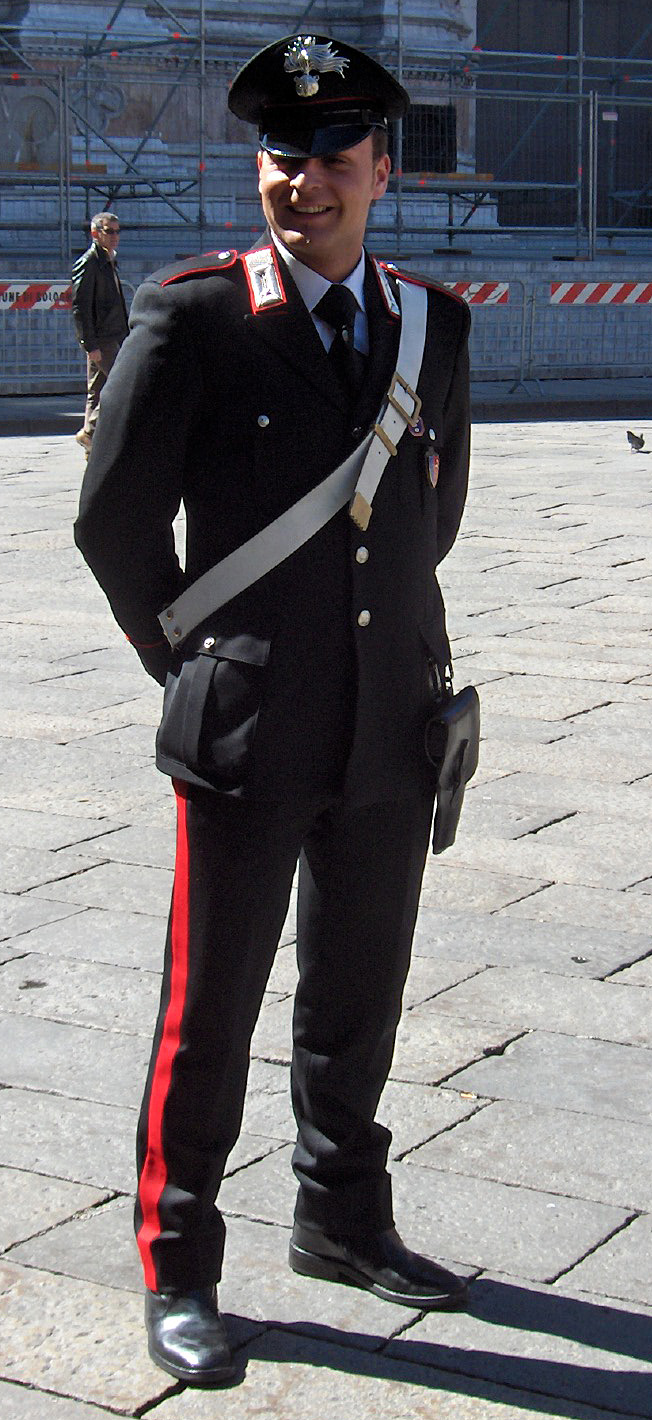
Szolgálatban lévő karabélyos.

A Karabélyosok hadteste (olaszul: Arma dei carabinieri, rövidebb nevén a carabinieri, magyar kiejtés: karabinieri) az olasz csendőrség elnevezése. Katonai rend szerint tagozódó rendőri szerv, mely részben a hadsereghez tartozik. Alapvető feladata a rendfenntartás, a klasszikus értelemben vett egyenruhás rendőr alatt az olaszok többsége carabinierét ért, és nem poliziottót. 

## Története
A karabélyosok évszázados hagyományra visszatekintő szervezet. 1815-ben, I. Viktor Emánuel szárd–piemonti király uralkodása alatt jött létre, tagjai jelentős szerepet játszottak az olasz egység kialakulásában is. Ma a karabélyosok a két legáltalánosabb hatáskörű, klasszikus értelembe vett állami rendőri szerv egyike Olaszországban. 
Alárendeltsége kettős, szervezeti ügyekben a Védelmi minisztériumnak (Ministero della difesa), szolgálati ügyekben a Belügyminisztériumnak (Ministero dell’interno) van alárendelve. A szárazföldi haderő, a haditengerészet és a légierő mellett negyedik fegyvernemnek is szokás nevezni.

## Felépítése, feladatai

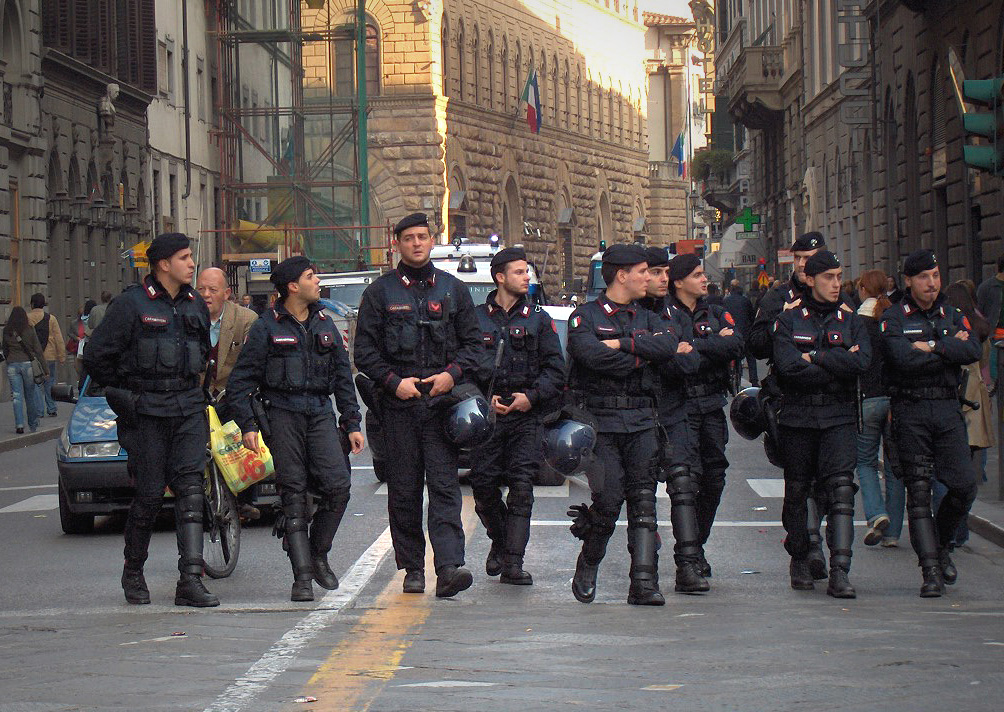
Készenléti karabélyosok Firenzében.

A szervezet országos hatáskörrel rendelkezik, élén az országos főparancsnok (comandante generale) vezette országos parancsnokság áll, ez tovább oszlik tartományi parancsnokságokra, melyek pedig városi kapitányságokra és ezek alá tartozó őrsökre tagozódnak tovább. A karabélyosok képviseli a rendőri csapaterőt, azaz tölti be legtöbbször a készenléti rendőrség szerepét, közúti ellenőrzési és általános rendészeti feladatokat lát el, valamint korlátozott hatáskörrel ugyan, de nyomozati munkát is végez. Szokás antimaffia szervként aposztrofálni, mivel az utóbbi évtizedekben igen jelentős szerepet játszott a maffia elleni harcban, karabinieri egységek rengeteg maffiózót fogtak el vagy öltek meg tűzharcban. Egyes nézetek szerint, noha ennek nem sok alapja van, a szervezetet azért is tartották meg önállónak, a rendőrségtől függetlennek, mert a maffia már a rendőrséget is korrumpálta, a szigorú katonai erkölcsökkel rendelkező csendőrség azonban még kevésbé van kitéve a korrupciónak, ezért hatékonyabban is tud fellépni a szervezett bűnözés ellen, mint a Polizia di Stato. A karabinieri ezen kívül speciális feladatokat is ellát, például őrzi a fontosabb állami intézményeket, védelmet biztosít a jelenlévőknek a bírósági tárgyalásokon, pénzszállítmányokat kísér, védi az állami vezetők testi épségét (a kormányfő és az államfő testőrei is csendőrök), határellenőrzést folytat (a rendőrséggel együttműködve), illetve a hadseregen belül a katonai rendőrség szerepét is betölti mindhárom fegyvernemnél. Noha a katonasághoz tartozik, és egységei alapvetően háborúban is bevethetőek, felhasználásuk főleg a haza védelmére korlátozódna, békeidőben pedig egyszerű rendőri szervként működik, bár megemlítendő, hogy külföldi misszióik során az olasz katonákat rendszeresen kísérik karabélyosok egységek is, például a NATO- és ENSZ-békefenntartók jelentős hányada is az olasz csendőrség soraiból kerül ki.

## Megjelenés

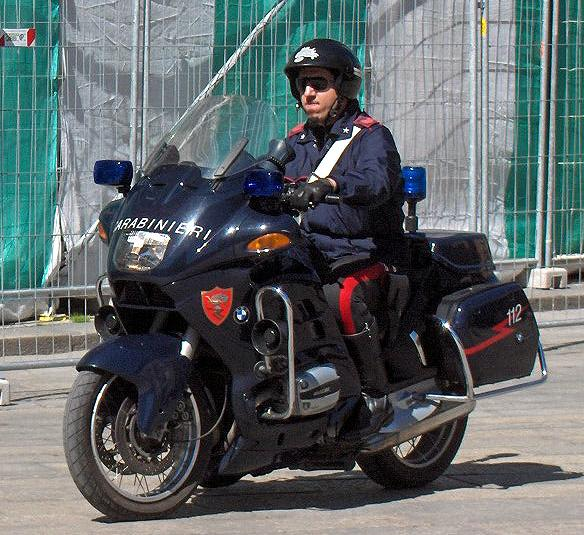
Motoros carabinieri járőr

Egyenruházatát illetően az olasz csendőrség tagjainak megjelenése sokféle lehet, általában a szolgálatos csendőr ősszel elegáns fekete egyenruhát visel szintén fekete, lángszimbólumos tányérsapkával. Az általános egyenruha hasonló a Olasz Állami Rendőrségnél rendszeresített egyes egyenruhákhoz, bár a rendőrök és a csendőrök könnyen megkülönböztethetőek a sapkájukon lévő szimbólumok alapján. Nyáron a fekete szolgálati egyenruhát általában diszkrétebb kék vagy fehér ing váltja fel. A készenléti, illetve katonai rendőri szolgálatot ellátó csendőrök általában beretsapkát (fekete vagy vörös) és kevésbé elegáns fekete (vagy terepszínű) gyakorlóegyenruhát viselnek, az ünnepélyeken használt reprezentatív díszegyenruha ugyanolyan, mint amilyet az olasz csendőrök még a 19. században viseltek. Rendfokozatait és rangjelzéseit illetően a csendőrség teljes mértékben megegyezik a szárazföldi haderővel.

## Külső hivatkozások
- A Karabélyosok hadteste hivatalos weboldala (olasz)